# Arnegard
La ville d’Arnegard est située dans le comté de McKenzie, dans l’État du Dakota du Nord, aux États-Unis. Sa population s’élevait à 115 habitants lors du recensement de 2010, estimée à 161 habitants en 2018.

## Histoire
Arnegard a été fondée en 1913 et nommée d’après Evan Arnegard, le premier habitant des lieux.

## Démographie
| 1930 | 1940 | 1950 | 1960 | 1970 | 1980 |
| ---- | ---- | ---- | ---- | ---- | ---- |
| 254  | 222  | 206  | 228  | 141  | 193  |

| 1990 | 2000 | 2010 | - | - | - |
| ---- | ---- | ---- | - | - | - |
| 122  | 105  | 115  | - | - | - |

## Source
- (en) Cet article est partiellement ou en totalité issu de l’article de Wikipédia en anglais intitulé « Arnegard, North Dakota » (voir la liste des auteurs).

1. ↑  (en) « Population and Housing Unit Estimates » (consulté le 27 juin 2019)
2. ↑  (en) « U.S. Decennial Census » [archive du 26 avril 2015], Census.gov (consulté le 25 mai 2014)
3. ↑  (en) « Population Estimates », Bureau du recensement des États-Unis (consulté le 27 juin 2019)
4. ↑  (en) « Statistiques des États-Unis - Dakota du nord - Profils des comtés de 2010 » (consulté en juin 2021)